# Isolobodon portoricensis
Isolobodon portoricensis é uma espécie de roedor da família Capromyidae. Nativa da ilha de Hispaniola e ilhas adjacentes, foi introduzida em Porto Rico, Saint Thomas, Saint Croix e Mona. Provavelmente extinta em 1500, entretanto, há indícios de sua sobrevivência na ilha de La Tortue (Haiti).